# Cardo o ceniza
«Cardo o ceniza» es una canción compuesta por la compositora peruana Chabuca Granda a ritmo de landó. Fue publicada en el álbum Chabuca Granda y... Lucho Gonzalez - Paso de Vencedores del año 1974.

## Historia
La canción pertenece a la etapa de canción social de Chabuca, entre las décadas de 1960 y 1970. En esta etapa compuso un ciclo de canciones dedicadas a jóvenes revolucionarios, como a Javier Heraud. «Cardo o ceniza» recuerda la tormentosa relación amorosa que mantuvo la folklorista Violeta Parra con el músico suizo Gilbert Favre y que fue una de las causas del suicidio en 1967 de la chilena. Gilbert abandonó a Parra, y ella fue a buscarlo hasta Bolivia, donde le encontró ya casado. También compuso otras dos canciones a Parra, «No lloraba… sonreía» y «Si fuera cierto».
La canción habla de un amor que vive avergonzado, que ama con culpa, y que no puede amar en libertad; esto se basa en que Parra era unos cuantos años mayor que Favre.

## Versiones
La cantante peruana Sara Van realiza una versión en el documental de 2013 Sigo siendo, del peruano Javier Corcuera.
En el disco homenaje A Chabuca de 2017, producido por Susana Roca Rey y Mabela Martínez, nominado al Grammy Latino, la cantante portuguesa Dulce Pontes fue la encargada de versionar esta canción.